# Demar Phillips
Demar Phillips (* 23. září 1983) je jamajský fotbalový záložník, momentálně hrající za americký klub Real Salt Lake City.
S jamajskou reprezentací se zúčastnil Gold Cupu 2011 a 2009 a Karibského poháru 2012.